# Districtul El Matmar
El Matmar este un district din provincia Relizane, Algeria.